# SCH-23390
SCH 23390 je sintetičko jedinjenje koje deluje kao antagonist D1 receptora i ima bilo minimalan ili neznatan uticaj na D2 receptor.
U jednoj studiji na pacovima iz 1990. utvrđeno je da SCH 23390 pruža znatnu zaštitu od smrti uzrokovane dekstroamfetaminskim predoziranjem, i da nema tu sposobnost u slučaju predoziranja metamfetaminom. Ovo jedinjenje pruža znatnu zaštitu od predoziranja kokainom kod pacova. Jedan od izvedenih zaključaka je da visoke doze d-amfetamina i metamfetamina imaju različite mehanizme toksičnosti kod pacova.